# Portretul unui necunoscut
Portretul unui necunoscut este un film românesc din 1960 regizat de Andrei Călărașu, Gheorghe Turcu. Rolurile principale au fost interpretate de actorii Lazăr Vrabie, Geo Barton, Constanța Comănoiu.

## Distribuție
Distribuția filmului este alcătuită din:
- Lazăr Vrabie — Cpt. Codruț
- Geo Barton — Eduard Comșa
- Constanța Comănoiu — Irina Comșa
- Fory Etterle — Valerian
- Petre Gheorghiu — Dan Sever
- Octavian Cotescu — Lt. Dragu
- Ștefan Ciobotărașu — Barcagiul
- Ioana Bulcă — Olga Mareș
- Haralambie Boroș — Gore Balcon
- Ștefan Mihăilescu-Brăila — Meșterul
- Nae Ștefănescu — Unchiul
- George Manu — Sublocotenentul
- Romulus Neacșu — Doctorul
- George Carabin — Lt. Ionescu
- Cristian Babeș — Fotograful
- Alexandru Lungu — Plutonierul
- Constantin Moruzan — Domnul din tren
- Dumitru Dumitru — Ion
- Mircea Stroe — Ospătarul
- Mircea Constantinescu (1) — Ofițerul de serviciu
- Sandina Stan — Doamna din tren
- Ina Otilia — Experta
- Virginia Mărgineanu — Dactilografa

## Primire
Filmul a fost vizionat de 2.231.237 de spectatori în cinematografele din România, după cum atestă o situație a numărului de spectatori înregistrat de filmele românești de la data premierei și până la data de 31 decembrie 2014 alcătuită de Centrul Național al Cinematografiei.